# Індульгенція

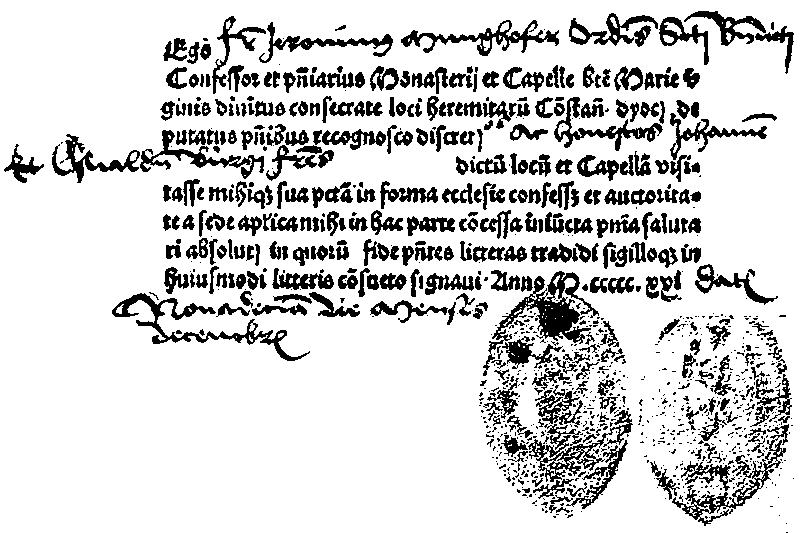
1521 року. Винахід друкарства зробив можливим їх масове виробництво

Ві́дпуст, індульге́нція (лат. indulgentia, від indulgeo — дозвіл,у римо-католицькій церкві) — відпущення тимчасових покарань церквою за гріхи, які були раніше прощені Богом в таїнстві примирення (Сповіді).

## Визначення
За Катехизмом Католицької Церкви:

| Відпуст — це прощення перед Богом дочасної кари за гріхи, провина яких уже стерта. Відпусту досягає за певних умов християнин, відповідно наставлений, через посередництво Церкви, яка як служителька Відкуплення розділяє і дає його своєю владою зі скарбниці заслуг Христа і святих" ….. Відпуст є частковий або повний, залежно від того, чи він звільняє від дочасної кари за гріхи частково чи цілком" … Кожний вірний може здобути відпусти для себе або для померлих…. Відпуст отримується через Церкву, яка силою влади в'язати і розв'язувати, даною їй Ісусом Христом, діє на користь християнина і відкриває йому скарб заслуг Христа і святих, щоб вірний отримав від Отця Милосердя відпущення дочасної кари за гріхи.[2] |

## Теоретичне підґрунтя індульгенцій
Індульгенції базуються на віруванні в те, що гріх, хоча прощений, повинен, тим не менш, мати кару на землі або в чистилищі. Церква може відпустити ці кари завдяки заслугам Христа та святих.
Практикування індульгенцій постало в ранній церкві, коли сповідникам і тим, хто зазнавали мучеництва, дозволялося заступатися за покаяльників — і таким чином втихомирювати кару, накладену на них. Пізніше, схоластами було розроблено вчення про заслуги святих, які Бог надав у розпорядження церкви. Серед благочестивих дій, за які можна було отримати індульгенції, могли бути і грошові пожертви на будівництво й утримання храмів. Недобросовісне ставлення до індульгенцій призводило до розповсюдження зловживання ними і було однією з головних причин атаки Лютера на церкву під час Реформації.
Сьогодні індульгенції надаються папою для заохочення побожності та доброчинства під час великих свят та періодів покаяння.